# Стрепетове
Стрепе́тове (до 1948 — Джалаїр-Чоти, крим. Calayır Çotı) — село Білогірського району Автономної Республіки Крим.

## Населення
Згідно з переписом УРСР 1989 року чисельність наявного населення села становила 461 особа, з яких 214 чоловіків та 247 жінок.
За переписом населення України 2001 року в селі мешкало 669 осіб.

### Мова
Розподіл населення за рідною мовою за даними перепису 2001 року:
| Мова              | Відсоток |
| ----------------- | -------- |
| кримськотатарська | 45,73 %  |
| російська         | 40,63 %  |
| українська        | 9,90 %   |
| білоруська        | 1,95 %   |
| молдовська        | 0,15 %   |
| польська          | 0,15 %   |
| інші              | 1,49 %   |